# Хребет Крыжина
Горный хребет Крыжина расположен в Восточном Саяне, Красноярский край. Длина около 200 км, наибольшая высота — пик Грандиозный — 2922 м. Преобладает высокогорный рельеф, на склонах светло-хвойная тайга, на востоке — ледники, крупнейший — ледник Стальнова. Назван хребет в честь русского топографа Крыжина И. С., участника Сибирской экспедиции Русского географического общества 1855—1858 годов. На склонах хребта берёт начало река Уда.